# 戈登·格雷
戈登·格雷（Gordon Gray，1909年5月30日—1982年11月26日），生于马里兰州巴爾的摩，是一位美國律師和政府官員，曾在哈里·S·杜鲁门和德怀特·艾森豪威尔的政府中擔任與國防和國家安全有關的職務。

## 生平
1954年，戈登·格雷擔任由美国原子能委员会主席刘易斯·斯特劳斯指派的委員會的主席，該委員會因而被稱為"格雷委員會"（Gray Board）。1954年5月27日，戈登·格雷和委員會成員湯瑪斯·A·摩根（Thomas A. Morgan）建議吊銷罗伯特·奥本海默的安全許可。該委員會的另一位成員沃德·埃文斯 (Ward V. Evans)則表示異議，他表示奧本海默所涉的指控，其實早在1947年大家就已經知情，但當時奧本海默還是獲得了安全許可。戈登·格雷還允許美国原子能委员会的律師在奧本海默的代表不在場的情況下單獨向委員會匯報，而且匯報時間為期一周。此外當時有一些文件和證詞，奧本海默的辯護律師無法接觸或獲得，戈登·格雷卻允許檢察官用這些文件和證詞來作證。當時還有一些通過竊聽在內的非法手段獲取的材料，戈登·格雷也允許檢察官用這些材料來作證。
1982年11月26日，戈登·格雷因罹患癌症而在位於华盛顿哥伦比亚特区的家中去世。 